# 401

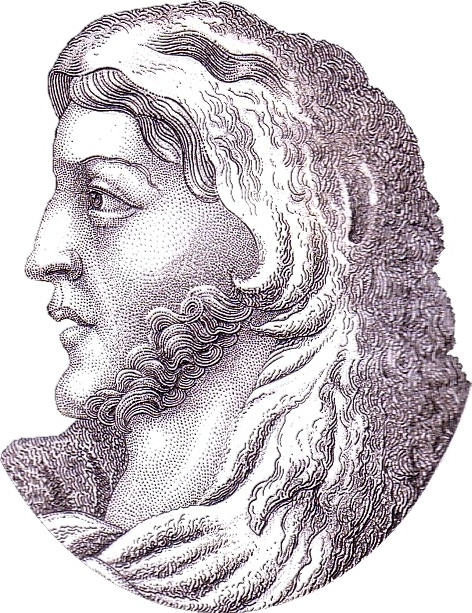
Alarik I, koning van de Visigoten

Het jaar 401 is het 1e jaar in de 5e eeuw volgens de christelijke jaartelling.

## Gebeurtenissen

### Brittannië
- De Angelen, Juten en Saksen steken de Noordzee over en vallen Brittannië binnen. Ze vestigen zich in het zuiden van Engeland. Het vorstendom Gwynedd in Noord-Wales wordt onafhankelijk.

### Balkan
- Stilicho, Romeins generaal (magister militum), voert in Pannonië een veldtocht tegen de Vandalen onder aanvoering van koning Godigisel en verdrijft ze noordwaarts naar Rhaetia (Zwitserland).

### Italië
- 18 november - Gotische oorlog (402-403) breekt uit. De Visigoten onder leiding van koning Alarik I trekken vanuit Illyrië over de Alpen en vallen Noord-Italië binnen. Keizer Honorius verplaatst de residentie naar Ravenna, waar de havenstad omringd is door onbegaanbare moerassen en versterkte fortificaties. Ondertussen wordt Milaan door de Goten omsingeld.
- Honorius laat in Rome door de dreiging van de Goten en Vandalen de Aureliaanse Muur versterken. De stadsmuren worden tot 11 meter verhoogd en de stadspoorten verstevigd.
- Paus Innocentius I (r. 401-417) volgt Anastasius I op als de 40e paus van Rome. Tijdens zijn pontificaat breidt hij de macht van de bisschoppen uit in het West-Romeinse Rijk.

## Verschenen
- "Invectiva in Hieronymum", geschreven door Tyrannius Rufinus

## Geboren
- Aelia Eudocia, Romeins keizerin en echtgenote van Theodosius II (waarschijnlijke datum)
- Anko, keizer van Japan (overleden 456)
- Leo I, keizer van het Oost-Romeinse Rijk (waarschijnlijke datum)
- Theodosius II, keizer van het Oost-Romeinse Rijk (overleden 450)

## Overleden
- 19 december - Anastasius I, paus van de Katholieke Kerk